# Großhartmannsdorf
Großhartmannsdorf ist eine Gemeinde im Landkreis Mittelsachsen im Freistaat Sachsen.

## Geographie
Das Waldhufendorf Großhartmannsdorf liegt an einem Zufluss zur Freiberger Mulde. Im Ort befinden sich drei Teiche der Revierwasserlaufanstalt: der Untere, Mittlere und Obere Großhartmannsdorfer Teich. Westlich um den Ort herum führt der Kohlbach-Kunstgraben, der den Oberen Teich indirekt mit dem Mittleren und Unteren verbindet und weiter bis Brand-Erbisdorf führt.
Südlich von Großhartmannsdorf befinden sich die Ortsteile Nieder-, Mittel- und Obersaida. Diese Waldhufendörfer liegen am Bachlauf des Saidenbaches. Auch in Obersaida befindet sich ein zum Kunstgrabensystem Freibergs gehörender Kunstteich.
Ortsgliederung
Zu Großhartmannsdorf zählen folgende Ortsteile:
- Obersaida
- Mittelsaida
- Niedersaida

Großhartmannsdorf hat ca. 2700 Einwohner und gliedert sich in:
- Zehntel
- Lohsen
- Helbigsdorfer Siedlung
- Obermühle
- Neuwaltersdorf

## Geschichte

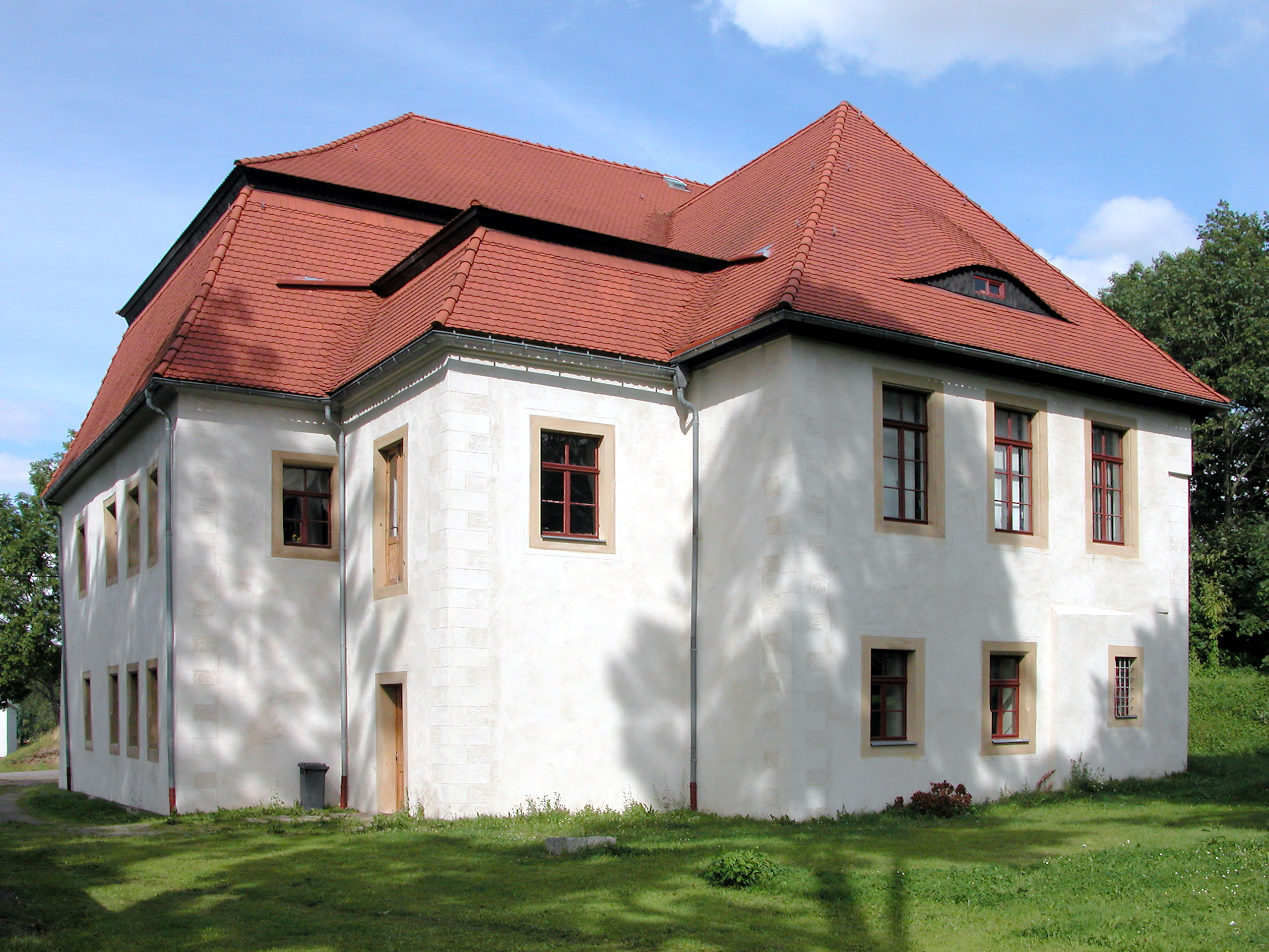
Rittergut Großhartmannsdorf, Herrenhaus

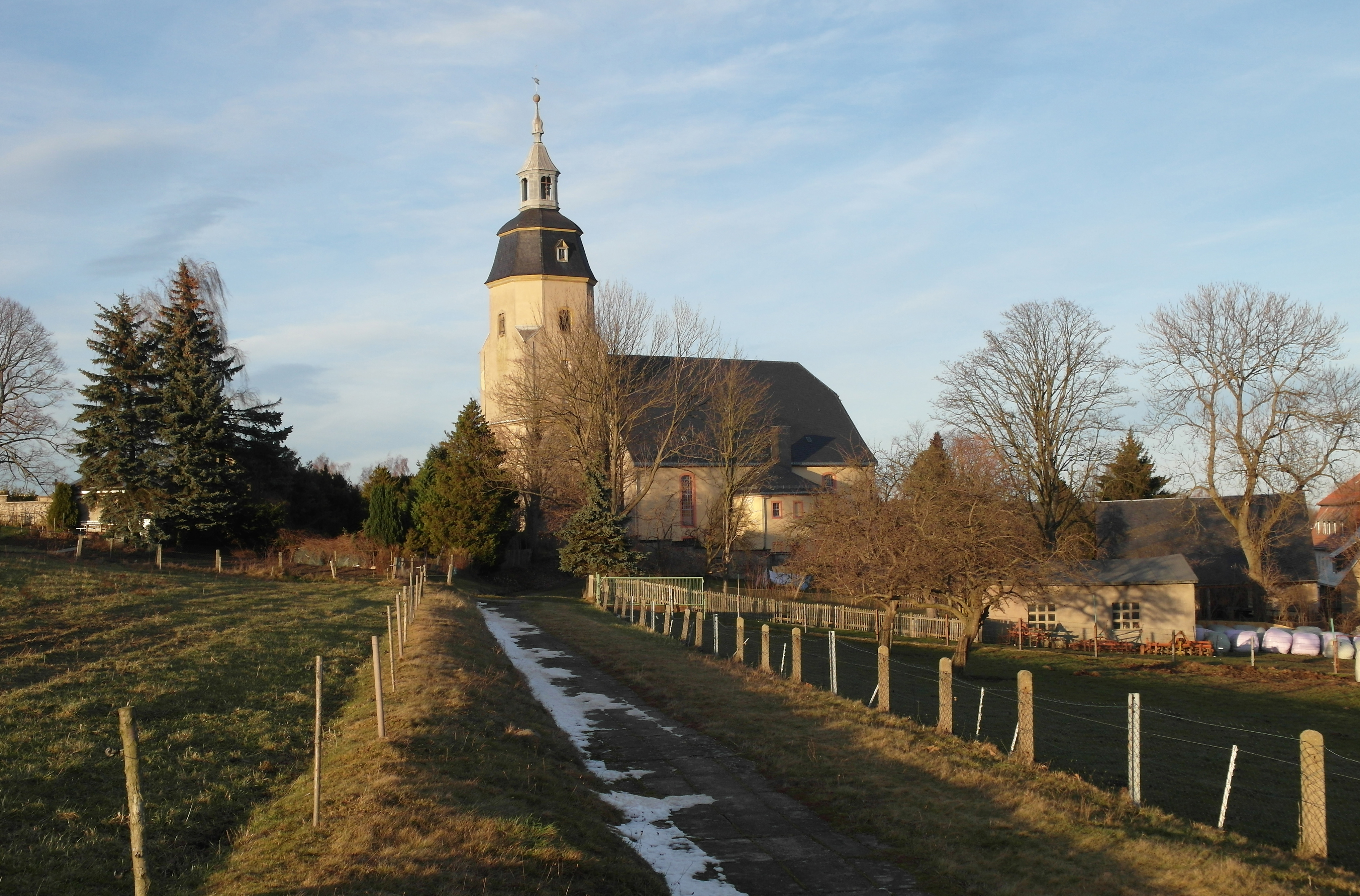
Kirche Großhartmannsdorf und Kohlbach Kunstgraben

Großhartmannsdorf wurde im 12. Jahrhundert als Waldhufendorf gegründet. Die erste urkundliche Erwähnung erfolgte 1368 als Hartmanstorph. Einige weitere Schreibungen des Ortsnamens sind Hardtmansdorff (1432), Grossen Hartmansdorf (1435), Großhartmannsdorff (1581).
Der Name bedeutet Dorf eines (Herrn) Hartmann. Der spätere Zusatz Groß- diente der Unterscheidung von Kleinhartmannsdorf.
Großhartmannsdorf kam in den Besitz des Benediktinerklosters in Chemnitz. 1375 tauschte das Benediktinerkloster Chemnitz Großhartmannsdorf gegen die im Besitz der Herren von Waldenburg befindliche Herrschaft Rabenstein.
Nach dem Aussterben der Waldenburger gelangte der Ort mit der Herrschaft Wolkenstein als Amt Wolkenstein im Jahr 1479 an den sächsischen Kurfürsten. 1548 kam das Dorf an das Kreisamt Freiberg.
Seit 1696 gehörte das Rittergut und der Ort Großhartmannsdorf wieder zum Amt Wolkenstein. Großhartmannsdorf war durch das Gebiet seiner heutigen Ortsteile Obersaida, Mittelsaida und Niedersaida, welche zum Amt Lauterstein gehörten, vom Kerngebiet des Amts getrennt. 1832 kam der Ort wiederum an das Kreisamt Freiberg. Ab 1856 unterstand Großhartmannsdorf dem Gerichtsamt in Brand und ab 1875 der Verwaltung der Amtshauptmannschaft Freiberg. 1935 wurde Neuwaltersdorf eingemeindet.
Ab 1952 gehörte Großhartmannsdorf zum Kreis Brand-Erbisdorf und seit 1994 zum Landkreis Freiberg. 1993 wurden Obersaida und Mittelsaida eingemeindet. Niedersaida folgte 1994. Seit 2008 gehört die Gemeinde zum Landkreis Mittelsachsen.
Die Evangelikale charismatische Bewegung begann in den 1970er Jahren auch die DDR verstärkt zu erfassen. Ausgehend von einem Jugendtreff 1972 in Großhartmannsdorf wurde Sachsen zu einem Zentrum der evangelikalen Jugendkultur, die jährlichen Treffen hatten überregionale Bedeutung.   
Einwohnerentwicklung
Einwohnerentwicklung ab 1982
Folgende Einwohnerzahlen beziehen sich auf den 31. Dezember des voranstehenden Jahres mit Gebietsstand Januar 2007:
| 1982 bis 1988 - 1982 – 3.407 - 1983 – 3.376 - 1984 – 3.310 - 1985 – 3.294 - 1986 – 3.243 - 1987 – 3.224 - 1988 – 3.200 | 1989 bis 1995 - 1989 – 3.136 - 1990 – 3.088 - 1991 – 3.044 - 1992 – 3.052 - 1993 – 3.063 - 1994 – 3.099 - 1995 – 3.089 | 1996 bis 2002 - 1996 – 3.071 - 1997 – 3.041 - 1998 – 3.012 - 1999 – 2.998 - 2000 – 2.987 - 2001 – 2.954 - 2002 – 2.952 | 2003 bis 2013 - 2003 – 2.937 - 2004 – 2.902 - 2005 – 2.884 - 2006 – 2.807 - 2007 – 2.739 - 2012 – 2.574 - 2013 – 2.566 |

 Quelle: Statistisches Landesamt des Freistaates Sachsen

## Politik

### Gemeinderat
Seit der Gemeinderatswahl am 9. Juni 2024 verteilen sich die 16 Sitze des Gemeinderates folgendermaßen auf die einzelnen Gruppierungen:
- CDU: 7 Sitze
- Freie Wählervereinigung: 5 Sitze
- AfD: 3 Sitze
- SPD: 1 Sitz

| Gemeinderat ab 2024Insgesamt 16 Sitze - SPD: 1 - FWV: 5 - CDU: 7 - AfD: 3 | Liste                   | 2024   | 2024   | 2019   | 2019   | 2014   | 2014   |
| Gemeinderat ab 2024Insgesamt 16 Sitze - SPD: 1 - FWV: 5 - CDU: 7 - AfD: 3 | Liste                   | Sitze  | in %   | Sitze  | in %   | Sitze  | in %   |
| Gemeinderat ab 2024Insgesamt 16 Sitze - SPD: 1 - FWV: 5 - CDU: 7 - AfD: 3 | CDU                     | 7      | 47,4   | 8      | 49,0   | 10     | 57,2   |
| Gemeinderat ab 2024Insgesamt 16 Sitze - SPD: 1 - FWV: 5 - CDU: 7 - AfD: 3 | Freie Wählervereinigung | 5      | 28,6   | 7      | 42,6   | 4      | 25,6   |
| Gemeinderat ab 2024Insgesamt 16 Sitze - SPD: 1 - FWV: 5 - CDU: 7 - AfD: 3 | AfD                     | 3      | 18,4   | –      | –      | –      | –      |
| Gemeinderat ab 2024Insgesamt 16 Sitze - SPD: 1 - FWV: 5 - CDU: 7 - AfD: 3 | SPD                     | 1      | 5,6    | 1      | 8,4    | 1      | 8,8    |
| Gemeinderat ab 2024Insgesamt 16 Sitze - SPD: 1 - FWV: 5 - CDU: 7 - AfD: 3 | Linke                   | –      | –      | –      | –      | 1      | 8,3    |
| Gemeinderat ab 2024Insgesamt 16 Sitze - SPD: 1 - FWV: 5 - CDU: 7 - AfD: 3 | Wahlbeteiligung         | 77,3 % | 77,3 % | 75,8 % | 75,8 % | 62,1 % | 62,1 % |

### Bürgermeister
Bürgermeister ist seit 2021 Dirk Müller (CDU), der nach 30 Jahren Werner Schubert (ebenfalls CDU) ablöst.
| Wahl | Bürgermeister   | Vorschlag | Wahlergebnis (in %) |
| ---- | --------------- | --------- | ------------------- |
| 2020 | Dirk Müller     | CDU       | 74,7                |
| 2015 | Werner Schubert | CDU       | 54,5                |
| 2008 | Werner Schubert | CDU       | 96,2                |
| 2001 | Werner Schubert | CDU       | 52,2                |

## Kultur und Sehenswürdigkeiten
- siehe auch: Liste der Kulturdenkmale in Großhartmannsdorf

### Bauwerke
In Großhartmannsdorf befindet sich das Mayoratsgut genannte Rittergut, das zwischen 1524 und 1676 der Familie Alnpeck und danach bis 1720 denen von Schönberg gehörte und sich ab 1730 bis 1930 im Besitz der Familie von Carlowitz befand.
Von der ehemaligen Schlossanlage ist nur noch das aus dem 16. Jahrhundert stammende Herrenhaus erhalten. Die Wirtschaftsgebäude wurden nach 1945 abgerissen. Sehenswert sind der wahrscheinlich 1565 errichtete Treppenturm und das Sitznischenportal.
Unter Carl Adolph von Carlowitz wurde 1737/38 die Dorfkirche als barocke Saalkirche neu errichtet. Die neue Orgel der Kirche entstand 1741 durch den bekannten Orgelbauer Gottfried Silbermann. Der spätgotische Flügelaltar (vor 1520) der Vorgängerkirche befindet sich jetzt in der Pfarrkirche von Dörnthal (Olbernhau).
Der Untere Teich (auch Großer Teich) ist mit einer Fläche von 61 Hektar der größte Teich des Erzgebirges. Er wurde um 1500 zur Wasserversorgung der Freiberger Bergwerke angelegt und war später ein Teil der Revierwasserlaufanstalt Freiberg. Heute ist er Landschaftsschutzgebiet. Der mittlere Teich wird als Naturbad genutzt.

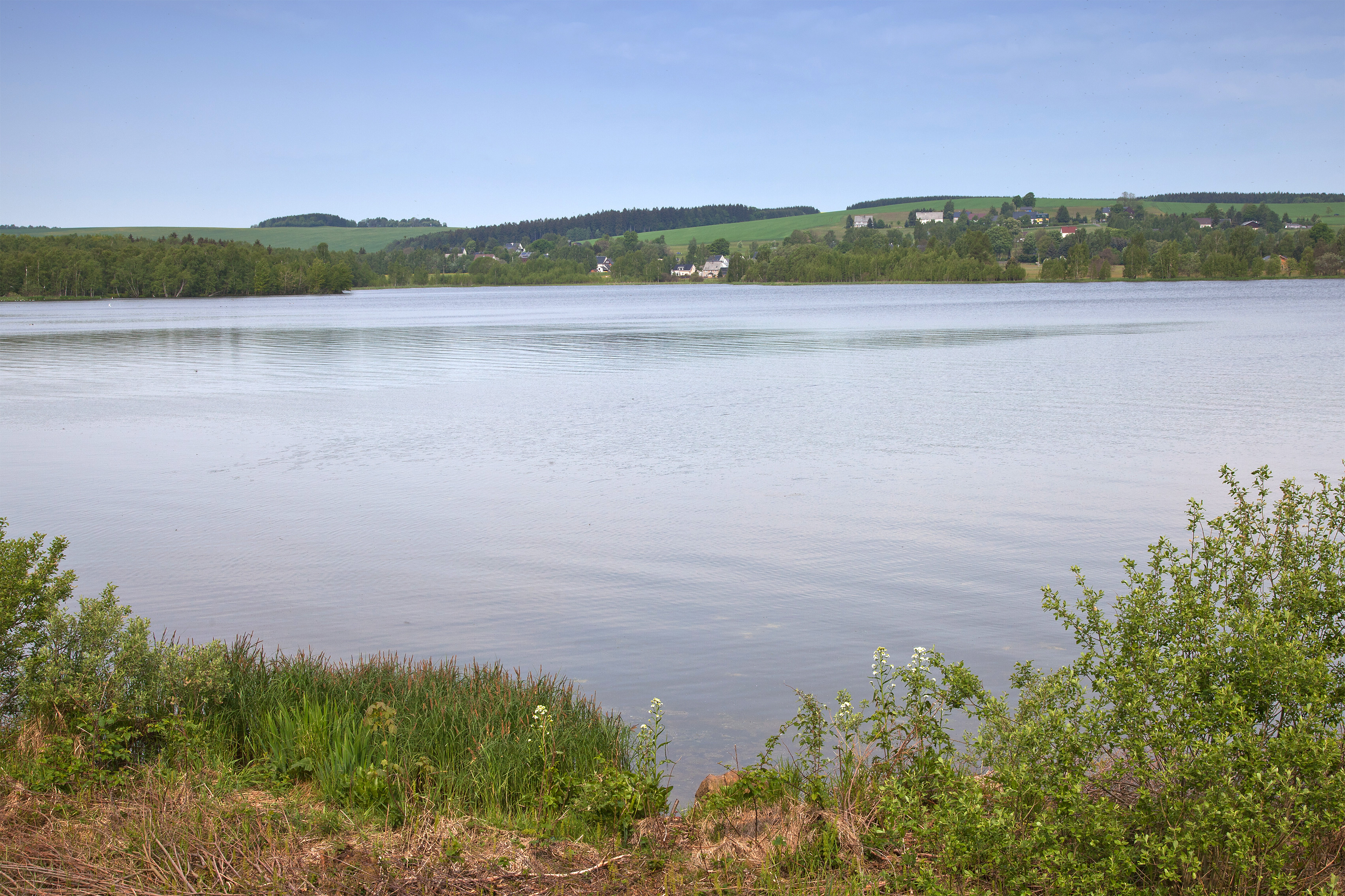
Unterer Großhartmannsdorfer Teich
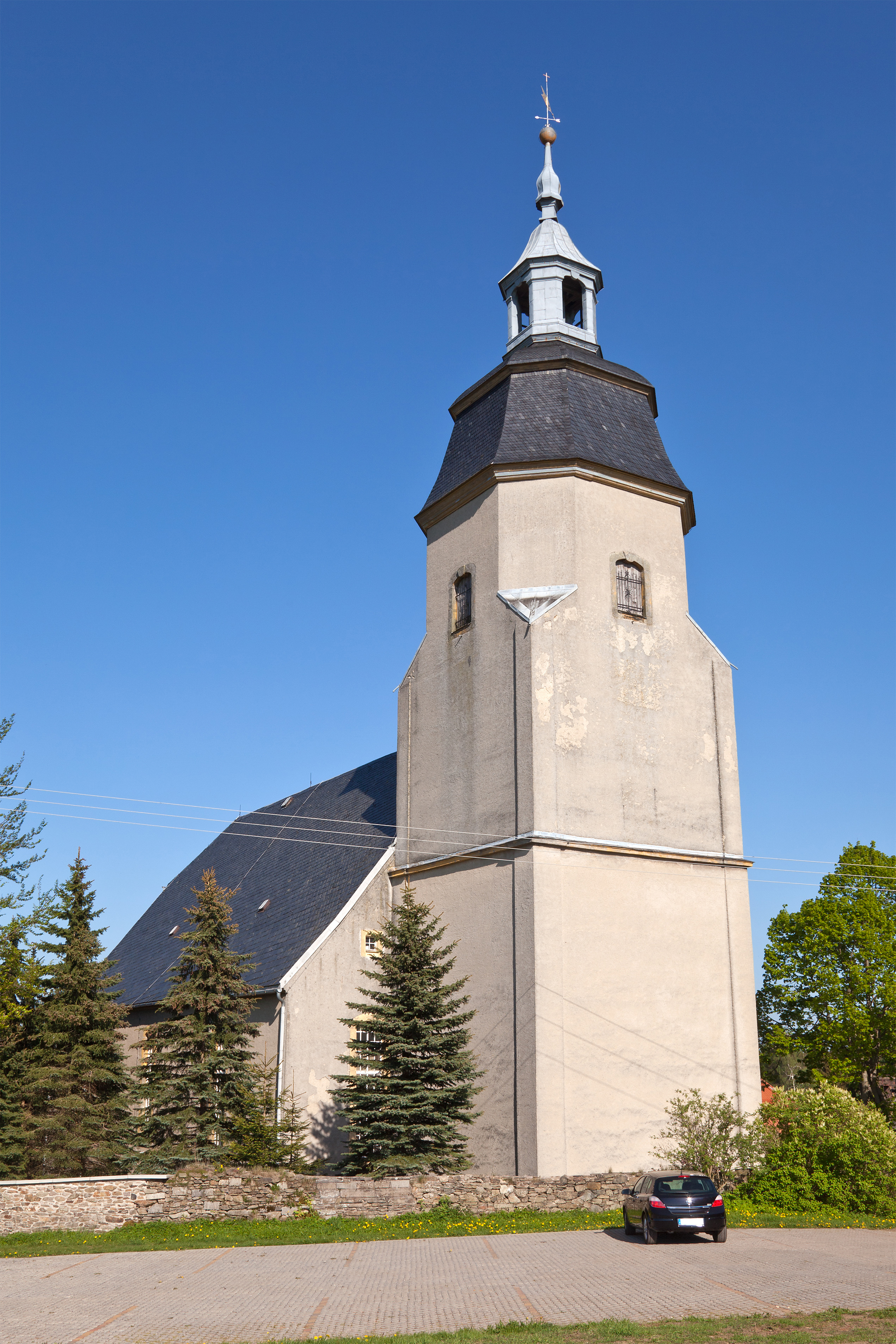
Kirche in Großhartmannsdorf
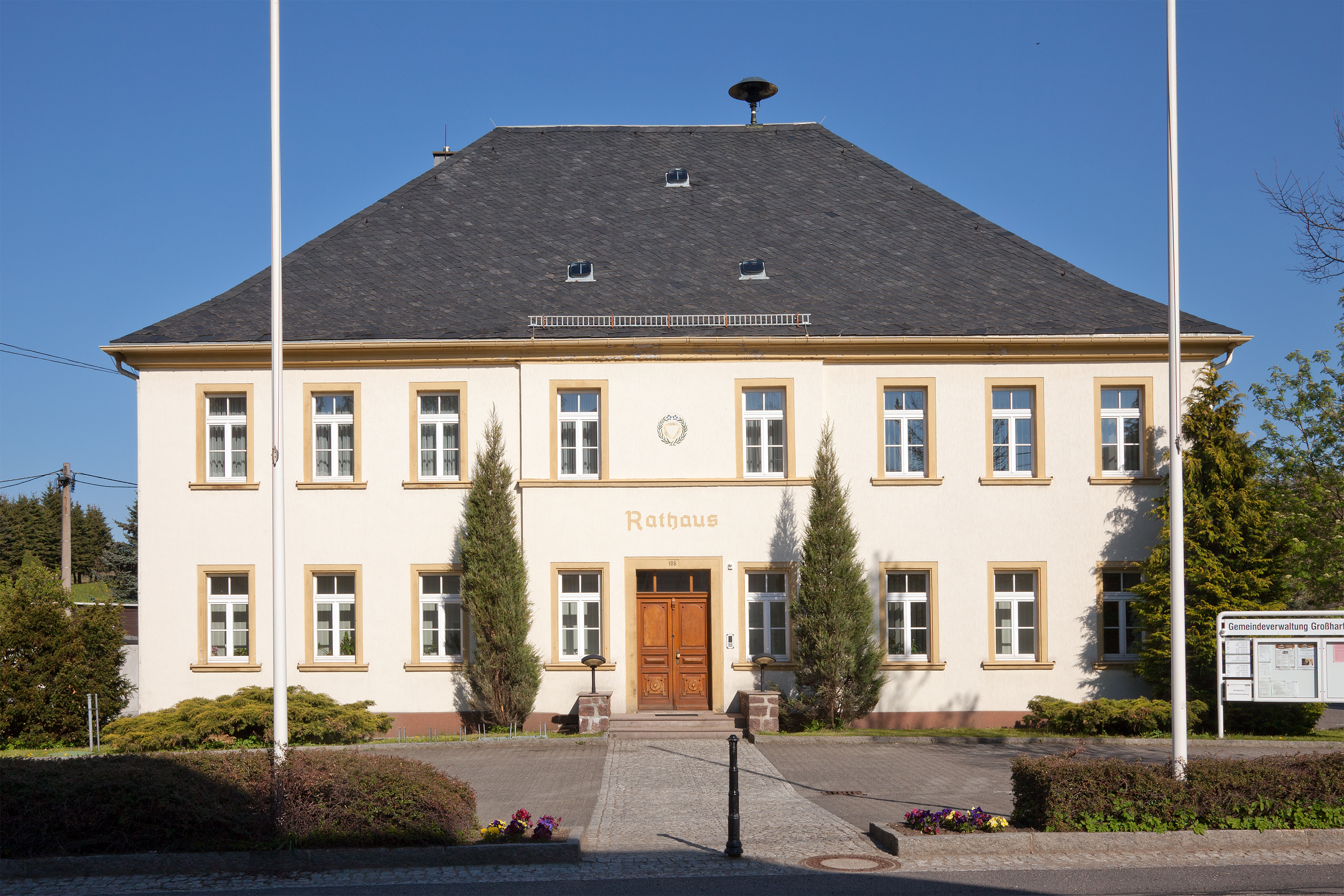
Gemeindeverwaltung
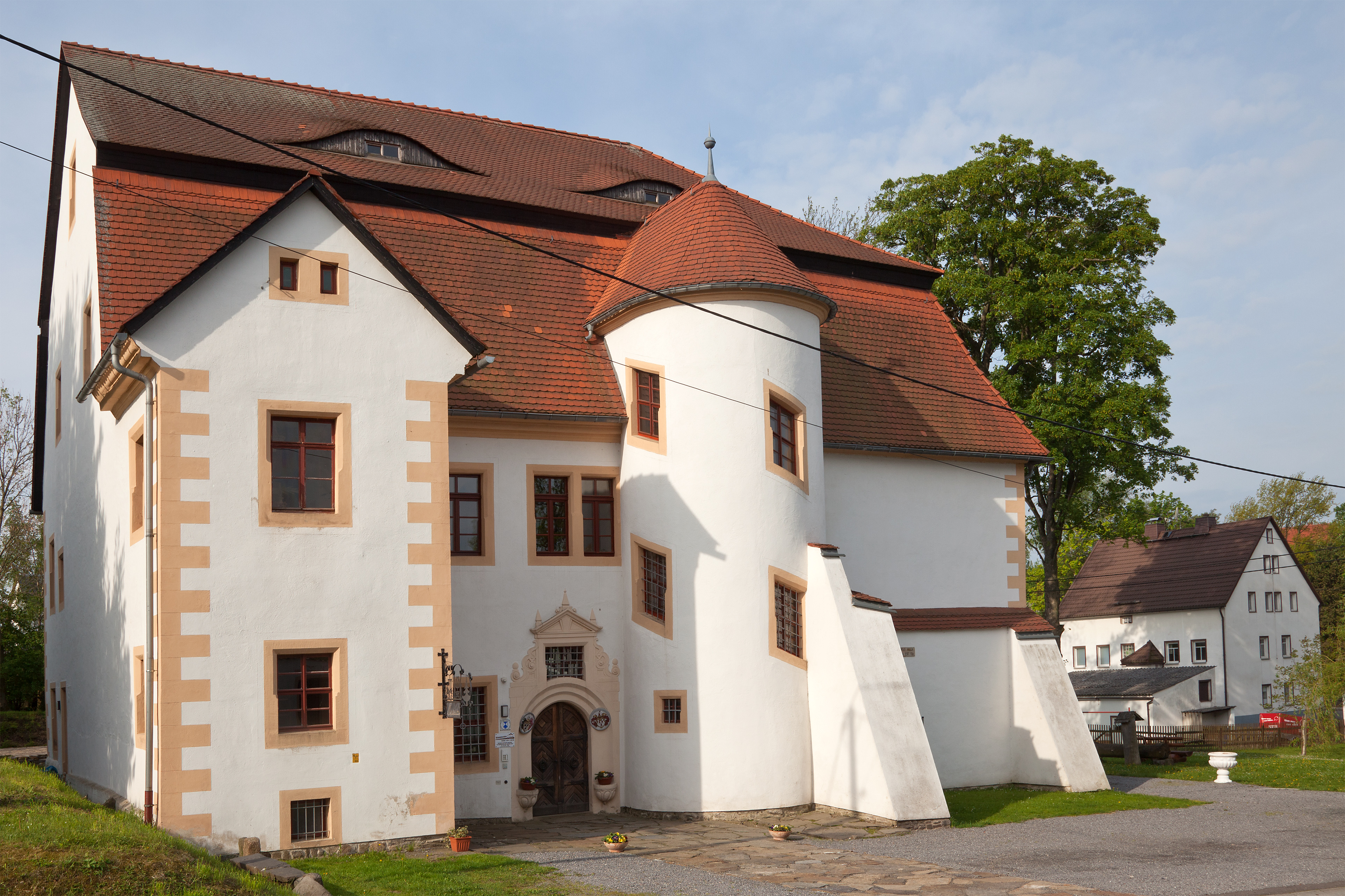
Mayoratsgut

### Gedenkstätten
Auf dem Friedhof des Ortsteiles Mittelsaida befindet sich die Grabstätte für zwei sowjetische Kriegsgefangene, die während des Zweiten Weltkrieges Opfer von Zwangsarbeit wurden.

## Wirtschaft und Infrastruktur

### Wirtschaft
Im Jahre 1878 wurde in Großhartmannsdorf die erste deutsche Uhrmacherschule gegründet. Dort wurden Präzisionsuhren gefertigt. Auch heute gibt es noch eine Reihe spezialisierter Handwerks- und Kunsthandwerksbetriebe.

### Verkehr

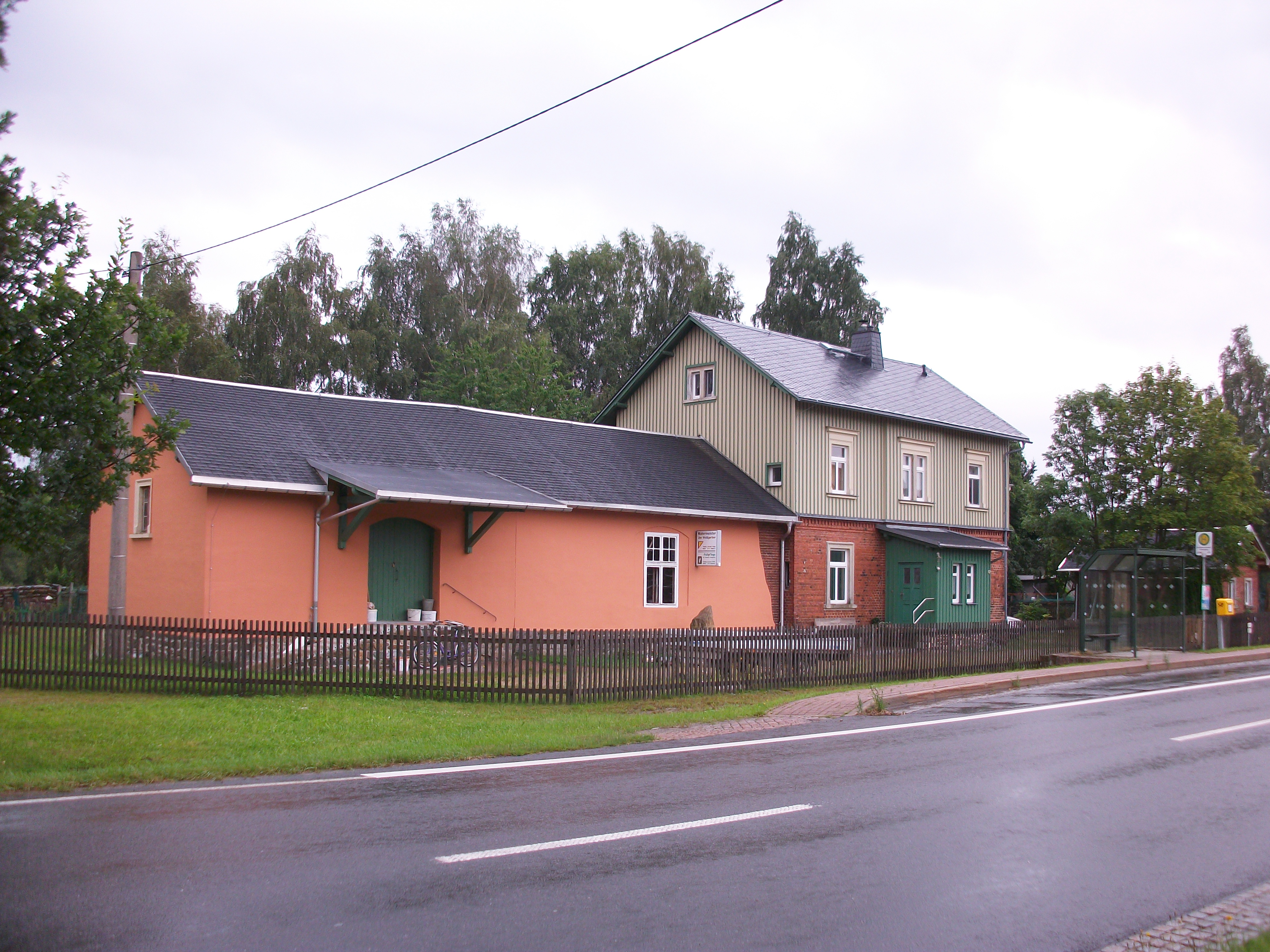
Bahnhof Großhartmannsdorf, Empfangsgebäude (2016)

Durch Großhartmannsdorf selbst führt die Bundesstraße 101 (Silberstraße), während die anderen Ortsteile rechts und links neben dieser Hauptverkehrsroute liegen.
Von 1890 bis 1973 war Großhartmannsdorf Endpunkt der Nebenbahn Berthelsdorf (Erzgeb)–Großhartmannsdorf. Der nächste Bahnhof ist heute der Bahnhof Mulda (Sachs) an der Bahnstrecke Freiberg–Holzhau, etwa sieben Kilometer östlich von Großhartmannsdorf gelegen.

## Söhne und Töchter der Gemeinde
- Carl Adolf von Carlowitz (1771–1837), preußischer Generalleutnant, Gouverneur von Breslau, russischer Generalmajor
- Hans Georg von Carlowitz (1772–1840), sächsischer Minister
- Alfred Brodauf (1871–1946), Politiker (Fortschrittliche Volkspartei, DDP), MdR, MdL (Sachsen)
- Heinrich Robert Schröder (1882–nach 1927), SPD-Politiker und Abgeordneter des Provinziallandtages der Provinz Hessen-Nassau
- Lothar Schröder (1925–1991), Veterinäranatom und Hochschullehr
- Ruth Zechlin (1926–2007), Komponistin
- Peter Böhme (* 1936), Ingenieur
- Katja Oelmann (* 1945), Hörspielautorin